# Peter Rühmkorf
Compléments
Peter Rühmkorf, né le 25 octobre 1929 à Dortmund et mort le 8 juin 2008 à Roseburg, est un poète, essayiste et pamphlétaire allemand.

## Biographie
Il est le fils illégitime d'Elisabeth Rühmkorf, enseignante, fille du pasteur d'Otterndorf, et grandit à Hemmoor. Karl Barth est son parrain. Après avoir obtenu son abitur en 1951, il étudie la pédagogie et l'histoire de l'art puis l'allemand et la psychologie à Hambourg. Souhaitant devenir instituteur, il abandonne ses études après quelques semestres après avoir été en conflit avec ses professeurs.
Avec Werner Riegel (de), il fonde la revue littéraire Zwischen den Kriegen (de) qui est publié de 1951 à 1956. Il crée ensuite Studentenkurier, un journal de "résistance", qui deviendra Konkret.
De 1958 à 1964, il travaille comme rédacteur chez Rowohlt. Par ailleurs, il continue à écrire. Il présente ses poèmes parfois accompagné par les musiciens de jazz Michael Naura (de) et Wolfgang Schlüter (de). Il reçoit de nombreux prix littéraires et donne des conférences. Dans les années 1960, il écrit trois drames pour le théâtre qui n'ont pas de succès.
Il devient membre du Groupe 47, PEN club, de l'Académie des arts de Berlin, de l'Académie allemande pour la langue et la littérature et de l'Académie libre des arts d'Hambourg (de).
En 1964, il épouse la psychologue Eva-Marie Titze (de).
Pour les 75 ans de l'écrivain, le Museum für Kunst und Gewerbe Hamburg organise en 2004 une exposition sur sa vie et son œuvre. Il est inhumé au cimetière d'Altona.

## Œuvre
Depuis les années 1950, Peter Rühmkorf écrit sur l'actualité, l'industrie de la culture et de l'évolution de la littérature, surtout de la poésie, des commentaires avec un œil vif et une langue acérée. Ses essais et discours défendent l'héritage des « Lumières » par l'exigence de la poésie et les droits de l'individu.
Outre ses essais, ses poèmes développent plus loin la forme classique des rimes et de l'évocation. S'inspirant de Heine, il souhaite créer une littérature populaire.
Écrits

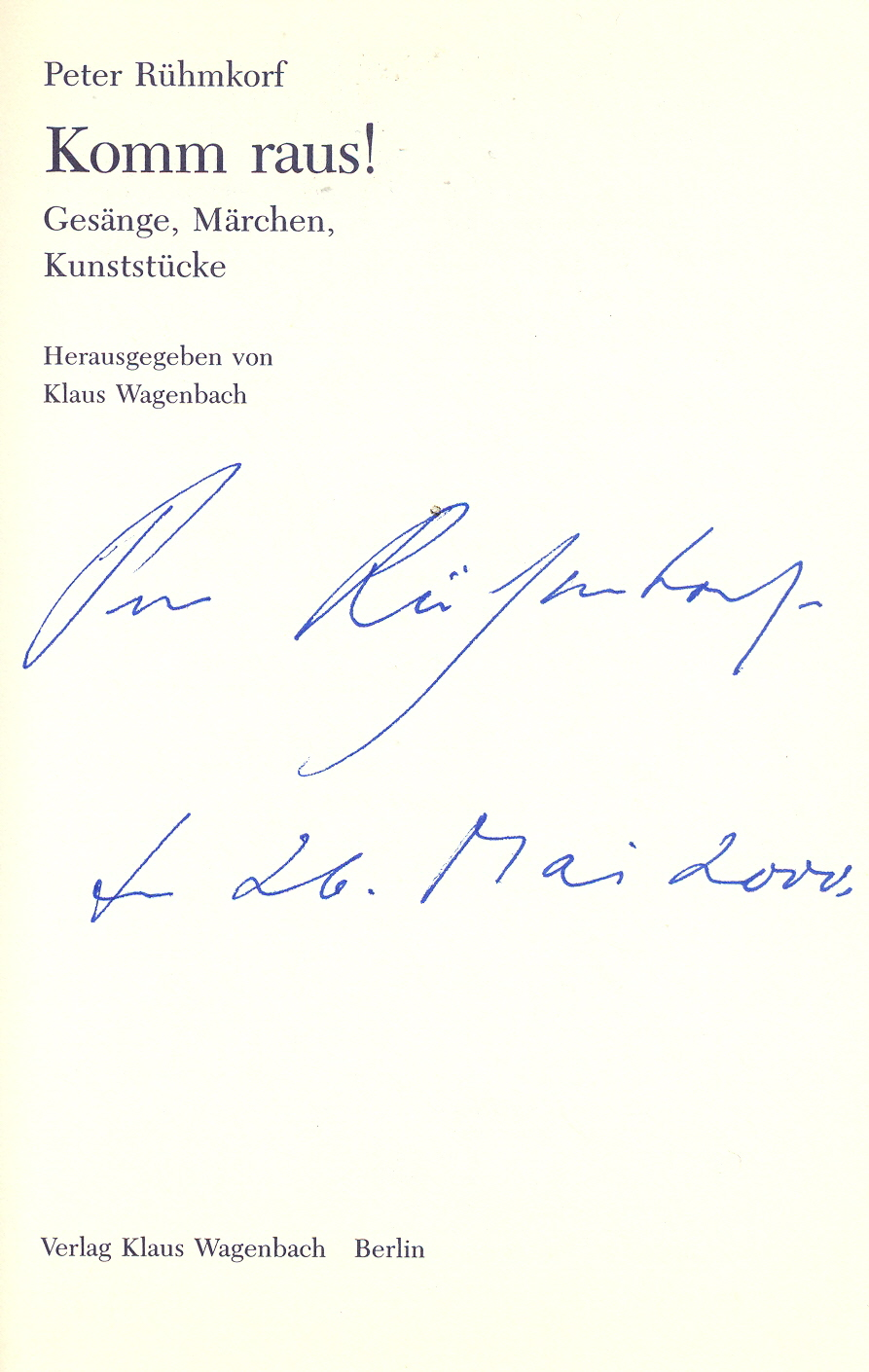
Dédicace de Peter Rühmkorf

- In: Zwischen den Kriegen, Zs., 1952–1956: articles sous divers pseudonymes.
- (Avec Werner Riegel): Heiße Lyrik. Limes, Wiesbaden 1956.
- Irdisches Vergnügen in g. Fünfzig Gedichte. Rowohlt, Hamburg 1959.
- Wolfgang Borchert. Biographie. Rowohlt, Hamburg 1961.
- Kunststücke. Fünfzig Gedichte nebst einer Anleitung zum Widerspruch. Rowohlt, Hamburg 1962.
- Über das Volksvermögen. Exkurse in den literarischen Untergrund. Rowohlt, Reinbek 1967 (Kinder- und Abzählverse, Trivialtravestien aus hundert Jahren)
- Was heißt hier Volsinii? Bewegte Szenen aus dem klassischen Wirtschaftsleben. Rowohlt, Reinbek 1969 (Bühnenstück)
- Die Jahre die ihr kennt. Anfälle und Erinnerungen. Rowohlt, Reinbek 1972.
- Lombard gibt den Letzten. Ein Schauspiel. Wagenbach, Berlin 1972.
- Die Handwerker kommen. Ein Familiendrama. Wagenbach, Berlin 1974.
- Walther von der Vogelweide, Klopstock und ich. Rowohlt, Reinbek 1975.
- Phoenix – voran! Gedichte. pawel pan, Dreieich 1977.
- Strömungslehre I. Poesie. Rowohlt, Reinbek 1978.
- Haltbar bis Ende 1999. Gedichte. Rowohlt, Reinbek 1979.
- Auf Wiedersehen in Kenilworth. Ein Märchen in dreizehn Kapiteln. Fischer, Frankfurt am Main 1980.
- Im Fahrtwind. Gedichte und Geschichte. Bertelsmann, Berlin 1980.
- agar agar – zaurzaurim. Zur Naturgeschichte des Reims und der menschlichen Anklangsnerven. Rowohlt, Reinbek 1981
- Kleine Fleckenkunde. Haffmans, Zürich 1982.
- Der Hüter des Misthaufens. Aufgeklärte Märchen. Rowohlt, Reinbek 1983.
- Blaubarts letzte Reise. Ein Märchen. pawel pan, Dreieich 1983.
- Bleib erschütterbar und widersteh. Aufsätze – Reden – Selbstgespräche. Rowohlt, Reinbek 1984.
- Mein Lesebuch. Fischer, Frankfurt am Main 1986.
- Außer der Liebe nichts. Liebesgedichte. Rowohlt, Reinbek 1986.
- Dintemann und Schindemann. Aufgeklärte Märchen. Reclam, Leipzig 1986.
- Selbstredend und selbstreimend. Gedichte – Gedanken – Lichtblicke. Reclam, Stuttgart 1987.
- Werner Riegel. „ … beladen mit Sendung. Dichter und armes Schwein“. Haffmans, Zürich 1988.
- Einmalig wie wir alle. Rowohlt, Reinbek 1989.
- Dreizehn deutsche Dichter. Rowohlt, Reinbek 1989.
- Selbst III/88. Aus der Fassung. Haffmans, Zürich 1989.
- Komm raus! Gesänge, Märchen, Kunststücke. Wagenbach, Berlin 1992.
- Deutschland, ein Lügenmärchen. Wallstein, Göttingen 1993.
- Lass leuchten! Memos, Märchen, TaBu, Gedichte, Selbstporträt mit und ohne Hut. Rowohlt, Reinbek 1993.
- Tabu I. Tagebücher 1989–1991. Rowohlt, Reinbek 1995.
- Gedichte. Rowohlt, Reinbek 1996.
- Ich habe Lust, im weiten Feld… Betrachtungen einer abgeräumten Schachfigur. Wallstein, Göttingen 1996.
- Die Last, die Lust und die List. Aufgeklärte Märchen. Rowohlt, Reinbek 1996.
- Ein Buch der Freundschaft. Rommelskirchen, Remagen-Rolandseck 1996.
- Lethe mit Schuß. Gedichte. Suhrkamp, Frankfurt am Main 1998.
- wenn – aber dann. Vorletzte Gedichte. Rowohlt, Reinbek 1999.
- Von mir zu Euch für uns. Steidl, Göttingen 1999.
- Wo ich gelernt habe. Wallstein, Göttingen 1999.
- (Avec Horst Janssen): Mein lieber Freund und Kompanjung. Jud, Hamburg 1999.
- (Avec Robert Gernhardt): In gemeinsamer Sache. Gedichte über Liebe und Tod, Natur und Kunst. Haffmans, Zürich 2000.
- Das Lied der Deutschen. Wallstein, Göttingen 2001. (Sur Hofmann von Fallersleben)
- Funken fliegen zwischen Hut und Schuh. Lichtblicke, Schweifsterne, Donnerkeile. Herausgegeben von Stefan Ulrich Meyer. Deutsche Verlagsanstalt, München 2003.
- Tabu II. Tagebücher 1971–1972. Rowohlt, Reinbek 2004.
- Wenn ich mal richtig ICH sag … . Ein Lese-Bilderbuch. Steidl, Göttingen 2004.
- Aufwachen und Wiederfinden. Gedichte. Insel, Frankfurt am Main 2007.
- Paradiesvogelschiß. Gedichte. Rowohlt, Reinbek 2008.
- Selbst III/88. Aus der Fassung. Neuausgabe Haffmans bei Zweitausendeins, Frankfurt 2009.
- Der Kuss der Erkenntnis – Gedichte. Édité par Dirk von Petersdorff. Reclam, Stuttgart 2011.
- Poesiealbum 293, Märkischer Verlag Wilhelmshorst 2011,  (ISBN 978-3-931329-93-8)
- In meinen Kopf passen viele Widersprüche – Über Kollegen. Édité par Susanne Fischer et Stephan Opitz. Wallstein, Göttingen 2012,  (ISBN 978-3-8353-1171-8).

## Récompenses
- 1964 : Pensionnaire de la Villa Massimo
- 1976 : Prix Johann-Heinrich-Merck (de)
- 1980 : Literaturpreis der Stadt Bremen
- 1988 : Prix Heinrich Heine
- 1993 : Prix Georg-Büchner
- 2000 : Médaille Carl Zuckmayer (de)
- 2009 : Prix littéraire de Cassel